# Río Porce
Der Río Porce ist ein 140 km langer Fluss im nördlichen Zentral-Kolumbien, im Departamento de Antioquia. Er ist der bedeutendste Nebenfluss des Río Nechí, in den er rechtsseitig mündet.

## Flusslauf
Der Río Porce entsteht am Zusammenfluss von Río Medellín und Río Grande nahe Puente Gabino, 50 km nordöstlich der Großstadt Medellín. Der Fluss durchfließt die Zentralkordillere in überwiegend nordnordöstlicher Richtung und mündet 6 km südöstlich der Stadt Zaragoza in den Río Nechí. Er weist auf seiner Fließstrecke einen Höhenunterschied von 978 m auf. Am Flusslauf liegen die Talsperren Porce II (bei Flusskilometer 94) und Porce III (bei Flusskilometer 75). Oberhalb des Porce-III-Stausees, bei Flusskilometer 88, trifft der Río Guadalupe von links auf den Río Porce. Río Riachón, Río Mata und Río Caná sind nennenswerte Nebenflüsse von rechts, die bei den Flusskilometern 32, 22 und 8 in den Río Porce münden. Die Kleinstadt Amalfi liegt 6 km östlich des Mittellaufs.

## Hydrologie und Einzugsgebiet
Der Río Porce entwässert ein Areal von schätzungsweise 5200 km². Der mittlere Abfluss des Río Porce bei Puente Gabino beträgt 68 m³/s.

## Wasserqualität
Die Wasserqualität des Río Porce gilt als schlecht. Industrielle Abwässer aus dem Ballungsraum Medellín gelangen über den Río Medellín in den Fluss.